# Jan Willem van Dop
Jan Willem van Dop (Ermelo, 10 augustus 1960) is een Nederlands bestuurder, die vanaf 2018 werkzaam is als algemeen directeur van Go Ahead Eagles.

## Carrière

### Feyenoord
Van Dop was oorspronkelijk werkzaam in het bedrijfsleven als assistent accountant en financieel controller, maar vanaf 1996 maakte hij deel uit van de directie van voetbalclub Feyenoord. Aanvankelijk als financieel directeur, maar na twee jaar werd hij bevorderd tot directeur algemene zaken van Feyenoord. Van Dop bleef in totaal negen jaar werkzaam bij Feyenoord, tot aan zijn overstap naar de FC Utrecht in de zomer van 2005.

### FC Utrecht
In de Domstad vervulde Van Dop, net zoals in zijn laatste jaren bij Feyenoord, eveneens de functie van algemeen directeur. Hij volgde in deze functie Martin Sturkenboom op, die tot aan de winterstop bij de club werkzaam bleef als adviseur, en om Van Dop in te leiden.
Aan het einde van het kalenderjaar 2006 werd Van Dop veelvuldig in verband gebracht met Nederlandse topclubs als PSV en zijn voormalige club Feyenoord. Deze clubs zagen in de voorzitter een goede opvolger van respectievelijk Rob Westerhof en Jorien van den Herik. Deze laatste moest aftreden vanwege de FIOD-affaire bij Feyenoord. Beide clubs werden echter teleurgesteld. Van Dop verklaarde "zich prima te voelen in Utrecht" en "minimaal vijf jaar te willen blijven".
In september 2007 werd hij door de Raad van Commissarissen ontslagen; hem werd een financieel wanbeleid, een solistisch optreden en een gebrekkige communicatie met zowel de Raad van Commissarissen als de buitenwereld verweten. Broos Schnetz, ex-politicus en zakenman, volgde hem tijdelijk op als directeur. Van Dop spande echter, gesteund door onder meer trainer Willem van Hanegem en een groot deel van de achterban, een kort geding aan, dat hij op 6 september won. Daarmee kreeg hij zijn baan terug. In 2011 vertrok hij bij de club.

### Slavia Praag
Vanaf begin 2014 was Van Dop adviseur van de Raad van Bestuur bij het Tsjechische Slavia Praag, waar hij in de zomer van datzelfde jaar vertrok.

### Go Ahead Eagles
In 2018 werd Van Dop aangesteld als algemeen directeur van Go Ahead Eagles. Onder leiding van Van Dop en technisch directeur Paul Bosvelt keerde Go Ahead Eagles in 2021 terug naar de Eredivisie. In de seizoenen die volgde bouwde het directieduo verder aan een succesformatie met een ticket voor Europees voetbal na afloop van het seizoen 2023/24 en de historische winst van de KNVB Beker op 21 april 2025, de eerste in de clubgeschiedenis.

## Overige functies
Naast zijn bestuurlijke functies zet Van Dop zich in voor het voorkomen van racisme in de sport, waarbij hij sinds 2020 adviseur is bij het Ministerie van Justitie en Veiligheid. In die rol ondersteunt hij samen met Henk Jan Meijer gemeenten in de aanpak hiervan. Verder is Van Dop eigenaar van een versmarkt en lunchroom in Zeist.